# Pfarrhof Hötensleben

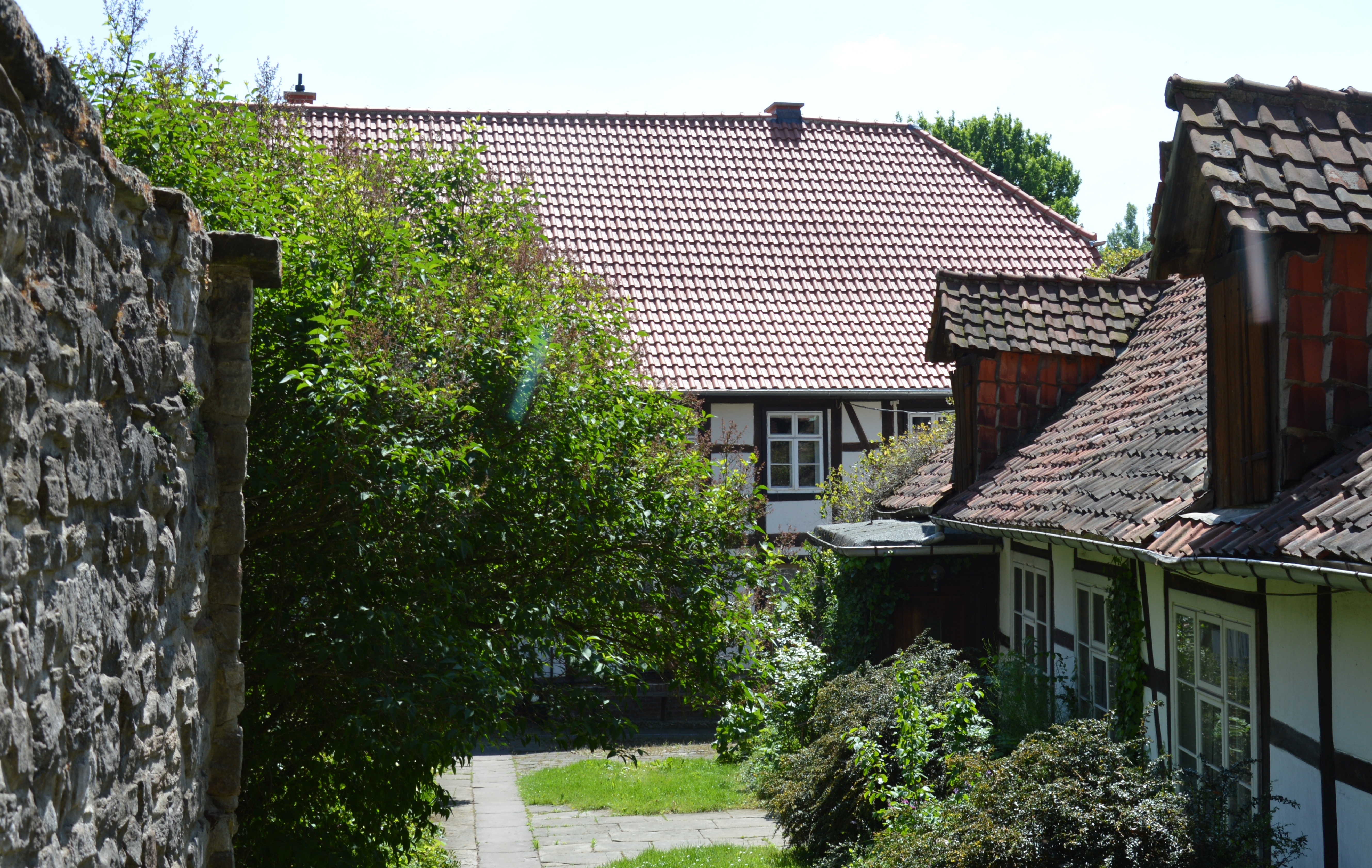
Pfarrhaus Hötensleben

Der Pfarrhof Hötensleben ist ein denkmalgeschützter Pfarrhof in Hötensleben in Sachsen-Anhalt.

## Lage
Er befindet sich im Ortskern von Hötensleben südlich der evangelischen Sankt-Bartholomäus-Kirche an der Adresse Ackerwinkel 1.

## Geschichte und Architektur
Der Pfarrhof entstand in der zweiten Hälfte des 18. Jahrhunderts als Pfarrhaus der benachbarten Sankt-Bartholomäus-Kirche. Sowohl das Wohnhaus als auch die zum Hof gehörenden Wirtschaftsbauten wurden in Fachwerkbauweise errichtet. Bedeckt sind die Gebäude jeweils mit einem Krüppelwalmdach. Die Hoflage ist auch heute weitgehend original erhalten.
Im Denkmalverzeichnis für Hötensleben ist der Pfarrhof unter der Erfassungsnummer 094 56158 als Baudenkmal verzeichnet.